# René Cleitman
René Cleitman, né le 22 mai 1940 à Paris 14e et décédé dans la nuit du 14 au 15 décembre 2004 à Suresnes à l'âge de 64 ans, est un producteur français.

## Biographie
D'abord publicitaire, René Cleitman dirige les programmes d'Europe 1 à partir de 1975. 
En 1981, il crée sa société Hachette Premiere, une filiale du célèbre groupe éditeur de livres. Le sulfureux La Femme publique (1984) d'Andrzej Żuławski et Liste noire (1984), un polar d'Alain Bonnot avec Annie Girardot, sont les premières productions. Viennent ensuite Tenue de soirée (1986) de Bertrand Blier, trois films de Patrice Leconte — Tandem (1987), Monsieur Hire (1989) et Tango (1993) — et deux prestigieux films de Jean-Paul Rappeneau : Cyrano de Bergerac (1990) et Le Hussard sur le toit (1995).
Il est également producteur du Don Quichotte de Terry Gilliam, dont le tournage n'a pas pu se terminer, ce qui est raconté dans le documentaire Lost in La Mancha (2002), dans lequel René Cleitman apparaît.

## Filmographie
- 1984 : Liste noire, d'Alain Bonnot
- 1984 : La Femme publique d'Andrzej Żuławski
- 1984 : Un printemps sous la neige (The Bay Boy), de Daniel Petrie
- 1986 : La Galette du roi, de Jean-Michel Ribes
- 1986 : Tenue de soirée, de Bertrand Blier
- 1987 : Tandem, de Patrice Leconte
- 1989 : Monsieur Hire, de Patrice Leconte
- 1989 : La Vie et rien d'autre, de Bertrand Tavernier
- 1990 : Cyrano de Bergerac, de Jean-Paul Rappeneau
- 1991 : Un cœur qui bat, de François Dupeyron
- 1991 : Urga, de Nikita Mikhalkov
- 1993 : Tango, de Patrice Leconte
- 1993 : Moi Ivan, toi Abraham, de Yolande Zauberman
- 1994 : Le Joueur de violon, de Charles Van Damme
- 1994 : La Machine, de François Dupeyron
- 1995 : L'Appât, de Bertrand Tavernier
- 1995 : Le Hussard sur le toit, de Jean-Paul Rappeneau
- 1996 : Décroche les étoiles (Unhook the Stars), de Nick Cassavetes
- 1997 : She's So Lovely, de Nick Cassavetes
- 1998 : Le Serpent a mangé la grenouille, de Alain Guesnier
- 1999 : Quasimodo d'El Paris, de Patrick Timsit
- 2000 : Bronx-Barbès, de Éliane de Latour
- 2002 : La Guerre à Paris, de Yolande Zauberman
- 2003 : Les Côtelettes, de Bertrand Blier
- 2005 : Les Yeux clairs, de Jérôme Bonnell